# Napo
|  | Per a altres significats, vegeu «Província de Napo». |

El Napo és un riu de l'Equador, afluent de l'Amazones. Neix a partir de nombrosos rius procedents de les neus dels volcans Antisana, Sincholagua i Cotopaxi. Circula per la província de Napo i en pocs quilòmetres arriba a les planes de la selva equatoriana. A la localitat de Puerto Francisco de Orellana se li uneix el riu Coca i més endavant, a prop de Yasuní, a la frontera equatoriano-peruana se li uneix el riu Aguarico. Després segueix per territori peruà fins a trobar-se amb l'Amazones després de recórrer uns 1.400 km. Des de la seva desembocadura a l'Amazones, el Napo és navegable per a embarcacions normals uns 350 km riu amunt i uns quants quilòmetres més amb canoes.
Francisco de Orellana va seguir el curs del Napo per descobrir l'Amazones, el 1542. Com a conseqüència de la dinàmica fluvial, el Napo ha anat format multitud d'illes al voltant del seu curs.